# 林旺衛
林旺衛（1988年6月28日—），為台灣棒球選手，守備位置是外野手。2006年進入台灣體院後沒多久，就與美國職棒明尼蘇達雙城隊簽約，成為近年來台灣第19位赴美發展的選手，經過六年後只升上1A，因此被釋出。返台經過完成學業與服役，於2014年季中參與選秀，被義大犀牛以第二輪選入，效力義大期間，他在2015年上半季原經常擔任先發外野手角色，林哲瑄於當年季中加入後，以擔任替補為主。後來富邦金控接手義大犀牛，改組為富邦悍將，他也依然留在隊中，曾效力味全龍隊，並擔任龍隊復出後的首任隊長。
有一雙胞胎胞弟林旺億，守備位置為投手，於2005年也加盟美國職棒波士頓紅襪隊，2010年返台，之後曾於2012-2013年間效力Lamigo桃猿隊，2014年至2019年曾效力於臺南市成棒隊，現也加入味全龍隊。

## 經歷
- 臺南市東區崇學國民小學少棒隊
- 臺南市安順國中青少棒隊
- 臺中市國立中興大學附屬臺中高級農業學校青棒隊
- 臺中市國立臺灣體育運動大學（富邦公牛）棒球隊
- 美國職棒明尼蘇達雙城（2006年10月－2012年12月）
- 臺灣體育運動大學（富邦公牛）棒球隊
- 台中威達棒球隊（2013年5月－12月）
- 國訓棒球隊（2014年－12月7日）
- 中華職棒義大犀牛（2014年12月8日－2016年10月31日）
- 中華職棒富邦悍將（2016年11月1日－2018年11月30日）
- 中華職棒味全龍（2019年6月17日－2022年）

### 國手紀錄
- 2次IBA世界青棒、1次亞青杯。

## 職棒生涯記錄

### 美國職棒
- 平均打擊率/上壘率/長打率為0.249/0.350/0.331，共擊出287支安打，其中10支為全壘打

### 中華職棒
| 年度 | 球隊     | 出賽 | 打數 | 安打 | 全壘打 | 打點 | 盜壘 | 四死 | 三振 | 壘打數 | 雙殺打 | 打擊率 | 上壘率 | 長打率 | OPS   |
| ---- | -------- | ---- | ---- | ---- | ------ | ---- | ---- | ---- | ---- | ------ | ------ | ------ | ------ | ------ | ----- |
| 2015 | 義大犀牛 | 93   | 245  | 69   | 2      | 31   | 17   | 38   | 59   | 96     | 3      | 0.282  | 0.377  | 0.392  | 0.769 |
| 2016 | 義大犀牛 | 60   | 153  | 32   | 1      | 12   | 6    | 11   | 32   | 50     | 0      | 0.209  | 0.262  | 0.327  | 0.589 |
| 2017 | 富邦悍將 | 61   | 125  | 27   | 4      | 17   | 1    | 17   | 40   | 44     | 1      | 0.216  | 0.310  | 0.352  | 0.662 |
| 2018 | 富邦悍將 | 8    | 9    | 0    | 0      | 0    | 1    | 1    | 5    | 0      | 0      | 0.000  | 0.100  | 0.000  | 0.100 |
| 2021 | 味全龍   | 32   | 90   | 19   | 3      | 14   | 0    | 11   | 29   | 31     | 0      | 0.211  | 0.301  | 0.344  | 0.645 |
| 2022 | 味全龍   | 9    | 24   | 2    | 0      | 1    | 0    | 0    | 7    | 3      | 0      | 0.083  | 0.080  | 0.125  | 0.205 |
| 合計 | 6年      | 263  | 646  | 149  | 10     | 75   | 25   | 67   | 172  | 224    | 4      | 0.231  | 0.313  | 0.347  | 0.660 |

## 相關網站
- 林旺衛在台灣棒球維基館上的頁面（繁體中文）
- 林旺衛在中華職棒
- 林旺衛在Baseball-Reference.com（小聯盟以及海外聯盟）（英语）
- 林旺衛在The Baseball Cube（英语）
- 林旺衛的Facebook專頁